# Districte de Bačka del Nord

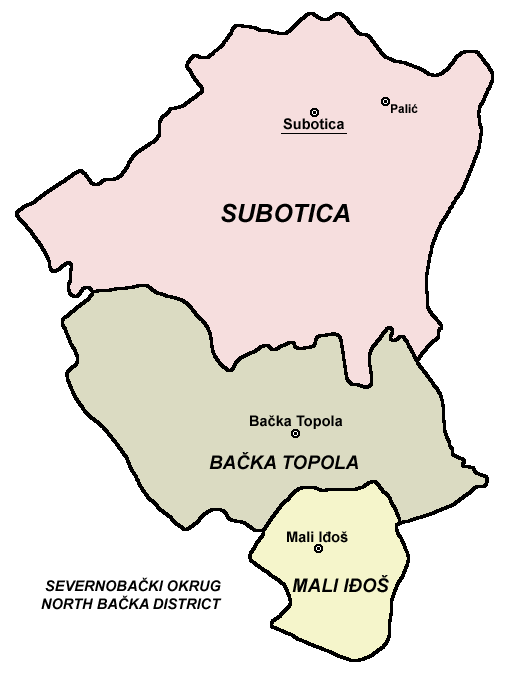
Mapa del districte

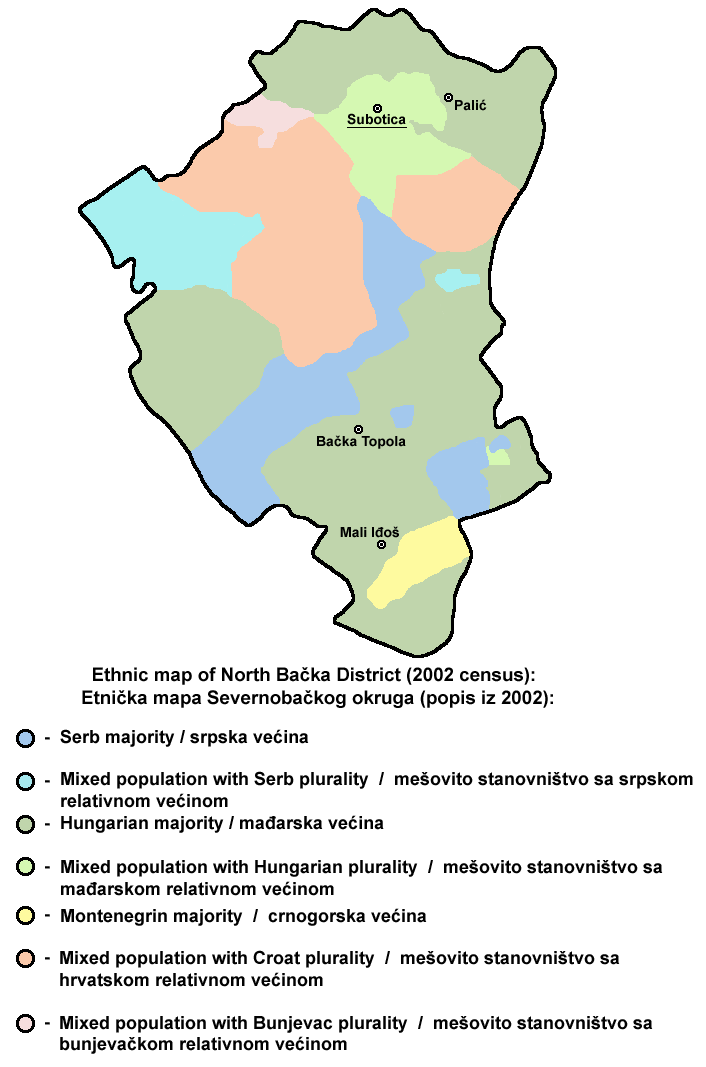
Mapa ètnic del districte (cens del 2002)

El Districte de Bačka del Nord (en serbi:Севернобачки округ, Severnobački okrug) és un districte de Sèrbia situat al nord del país. Es troba a la regió geogràfica de Bačka, a la província autònoma de la Voivodina. Té una població de 186.906 habitants, i la seva seu administrativa es troba a Subotica.

## Nom
En serbi el districte es coneix com a Севернобачки округ o Severnobački okrug, en croat com a Sjevernobački okrug, en hongarès com a Észak-bácskai körzet, en eslovac com a Severobáčsky okres, en romanès com a Districtul Bacica de Nord, i en rutè com a Сивернобачки окрух.

## Municipis
El districte està format pels següents municipis:
- Subotica (en hongarès: Szabadka)
- Bačka Topola (en hongarès: Topolya)
- Mali Iđoš (en hongarès: Kishegyes)

## Demografia

### Composició ètnica
La composició ètnica del districte és la següent:
| Grup ètnic   | cens 2002 | cens 2002 | cens 2011 | cens 2011 |
| Grup ètnic   | Número    | %         | Número    | %         |
| ------------ | --------- | --------- | --------- | --------- |
| Hongaresos   | 87.181    | 43,56%    | 76.262    | 40,80%    |
| Serbis       | 49.637    | 24,8%     | 50.472    | 27,00%    |
| Croats       | 17.227    | 8,61%     | 14.536    | 7,78%     |
| Bunjevci     | 16.454    | 8,22%     | 13.772    | 7,37%     |
| Montenegrins | 5.219     | 2,61%     | 3.654     | 1,95%     |
| Iugoslaus    | 9.488     | 4,74%     | 3.426     | 1,83%     |
| Gitanos      | 1.680     | 0,84%     | 3.342     | 1,79%     |
| Total        | 200.140   |           | 186.906   |           |

### Llengües
Segons el cens del 2002, les llengües habituals de la població del districte són:
- Hongarès = 88.464 (44,20%)
- Serbi = 88.323 (44,13%)
- Croat = 9.106 (4,55%)
- Altres.

### Religió
Segons el cens del 2002, les religions dels habitants del districte eren
- Catolicisme = 117.456 (58,69%)
- Església Ortodoxa = 55,028 (27,50%)
- Protestantisme = 9,844 (4,92%)
- Altres.

### Municipis i comunitats
El 2002, dos municipis tenien majoria ètnica hongaresa: Bačka Topola (58,94%) i Mali Iđoš (55,92%), mentre que un municipi (Subotica) era ètnicament mixt. La població de Subotica es compon de: hongaresos (38,47%), serbis (24,14%), croats (11,24%), bunjevci (10,95%), iugoslaus (5,76%), montenegrins (1,25%), i altres.
Pel que fa a les comunitats locals, 20 tenen majoria hongaresa, 15 majoria sèrbia, 7 majoria croata/bunjevci, 1 majoria montenegrina i 2 tenen població mixta, amb majoria relativa hongaresa.

## Història administrativa
Al segle IX l'àrea va ser governada pel duc búlgaro-eslau Salan. Del segle xi al XVI, durant l'administració del Regne d'Hongria, el territori va estar dividit entre el Comtat de Bács-Bodrog, el Comtat de Csongrád i la regió de Kunság. El 1526-1527,l'àrea va ser administrada per un governador serbi independent, l'emperador Jovan Nenad, mentre que durant l'administració otomana (segles XVI-XVII) va formar part del Sanjak de Segedin.
Durant l'administració dels Habsburg (segle xviii), el territori es dividia en el Comtat de Batsc, el Comtat de Bodrog i la Frontera Militar. Els dos comtats es van unir en un sol comtat, el Comtat de Batsch-Bodrog al segle xviii. Des de l'abolició de la secció de Theiß-Marosch de la Frontera Militar l'any 1751, part d'aquest territori es va incloure també al comtat de Batsch-Bodrog. Cap al 1850, l'àrea formava part del districte de Sombor i després de 1860, la zona es va tornar a incloure al comtat de Batsch-Bodrog.
Durant l'administració del Regne dels Serbis, Croats i Eslovens (1918-1941) l'àrea va formar part del comtat de Novi Sad (1918-1922), l'Oblast de Bačka (1922-1929), i la Banovina del Danubi (1929-1941).
Durant l'ocupació germano-hongaresa (1941-1944), l'àrea va ser inclosa al Comtat de Bács-Bodrog. Des de 1944, el territori va formar part de la Voivodina Autònoma Iugoslava. El districte actual va ser definit el 29 de gener de 1992.
Nota: Tot el material oficial editat pel Govern de Sèrbia és públic per llei. La informació s'ha extret de srbija.gov.rs.